# Lohnkostenzuschuss
Lohnkostenzuschuss, auch Lohnsubvention, ist in Deutschland ein Instrument der Arbeitsförderung durch staatliche Zuschüsse an Arbeitnehmer oder Arbeitgeber zum Arbeitsentgelt. Bei allen sog. Kombilöhnen werden Entgelte durch staatliche Transferzahlungen (temporär) aufgestockt.
Zwar gehören das Arbeitsentgelt und die anderen materiellen Arbeitsbedingungen zu den der Regelungsbefugnis der Tarifvertragsparteien in Art. 9 Abs. 3 GG überlassenen Materien (Koalitionsfreiheit), ein gesetzlicher Eingriff kann jedoch durch überwiegende Gründe des Gemeinwohls gerechtfertigt sein.

## Ziel von Lohnkostenzuschüssen
Lohnkostenzuschüsse an Arbeitgeber sollen dazu führen, dass gering qualifizierte Arbeitslose oder Langzeitarbeitslose mit Vermittlungshemmnissen Arbeit finden, obwohl ihre Produktivität im Vergleich zum Lohn niedriger ist als bei anderen Arbeitnehmern. Solche Hemmnisse können beispielsweise Langzeitarbeitslosigkeit, mangelnde Qualifikation oder hohes Alter sein. Dabei wird dieser Mangel durch einen Zuschuss an den Arbeitgeber ausgeglichen.
Meist sind diese Zuschüsse befristet, da man hofft, dass die Produktivität nach einer Einarbeitungszeit steigt.
Weil sie durch Steuern oder Sozialabgaben refinanziert werden müssen, taugen sie zum Abbau von Arbeitslosigkeit nur, wenn sich diese überwiegend auf bestimmte Gruppen beschränken, wie dies heute bereits bei Eingliederungszuschussen der Fall ist.

## Drittes Buch Sozialgesetzbuch
Um die Aufnahme einer Erwerbstätigkeit zu fördern, können Arbeitgeber zur Eingliederung von Arbeitnehmerinnen und Arbeitnehmern, deren Vermittlung wegen in ihrer Person liegender Gründe erschwert ist, einen Zuschuss zum Arbeitsentgelt zum Ausgleich einer Minderleistung erhalten (Eingliederungszuschuss, § 88 SGB III). Dies gilt auch für Menschen mit Behinderungen und schwerbehinderte Menschen (§ 90 SGB III). Die Zuschüsse sollen Anreize bieten, Arbeitslose auch dann einzustellen, wenn diese in den ersten Beschäftigungsphasen noch nicht die volle Leistung erbringen können.

## Zweites Buch Sozialgesetzbuch

### Leistungen zur Eingliederung von Langzeitarbeitslosen
Um die Eingliederung von Arbeitslosengeld-II-Beziehern und ihre Teilhabe am Arbeitsmarkt zu fördern, können Arbeitgeber gem. § 16e und § 16i SGB II Zuschüsse zum Arbeitsentgelt erhalten, wenn sie mit einer erwerbsfähigen leistungsberechtigten Person ein Arbeitsverhältnis für die Dauer von mindestens zwei Jahren bzw. mit zugewiesenen leistungsberechtigten Personen ein sozialversicherungspflichtiges Arbeitsverhältnis begründen.
Erwerbsfähigen Leistungsberechtigten kann bei Aufnahme einer sozialversicherungspflichtigen oder selbständigen Erwerbstätigkeit ein Einstiegsgeld erbracht werden (§ 16b SGB II).

### Freie Förderung
Die Agentur für Arbeit kann die Möglichkeiten der gesetzlich geregelten Eingliederungsleistungen durch freie Leistungen zur Eingliederung in Arbeit erweitern (freie Förderung gem. § 16f SGB II).

#### Hamburger Modell
Das Hamburger Modell ist eine Ermessensleistung der aktiven Arbeitsförderung im Rahmen der freien Förderung gem. § 16f SGB II. Förderfähig sind erwerbsfähige Leistungsberechtigte, die trotz (Erwerbs-)Einkommen weiterhin hilfebedürftig sind (sogenannte „Ergänzer“).
Das Hamburger Modell ist ein auf maximal 12 Monate befristeter Lohnkostenzuschuss für Langzeitarbeitslose. Er wird zu gleichen Teilen von der ARGE Hamburg an Arbeitnehmer und Arbeitgeber ausgezahlt.
Die Förderung beträgt ab einer im Arbeitsvertrag dokumentierten wöchentlichen Arbeitszeit von 35 oder mehr Stunden (Vollzeit) für Arbeitgeber und erwerbsfähigen Leistungsberechtigten jeweils 265 Euro monatlich. Bei einer wöchentlichen Arbeitszeit bis 35 Stunden (Teilzeit) jeweils 132,50 Euro. Der Zuschuss ist beim Arbeitnehmer sozialversicherungs- und steuerfrei.
Zusätzlich kann der Arbeitnehmer einen Bildungsgutschein von bis zu 2000,- € beantragen.
Der Arbeitgeber muss für die Förderung eine sozialversicherungspflichtige Stelle schaffen, die ortsüblichen Bedingungen entspricht (keine Subvention von Lohndumping). Der Lohn muss mindestens 451 Euro (vor dem 1. Februar 2013: 400,- €) betragen und darf 2.000 Euro (vor dem 1. Februar 2013: 1.700,- €) nicht überschreiten. Auch Ausbildungsverhältnisse werden nicht gefördert. Die Förderung wird zunächst für ein halbes Jahr gewährt, bei einer anschließenden Übernahme in ein unbefristetes sozialversicherungspflichtiges Beschäftigungsverhältnis für weitere 4 Monate.
Das Hamburger Modell wurde zum 1. März 2002 von der Agentur für Arbeit Hamburg gemeinsam mit der Hamburger Behörde für Wirtschaft und Arbeit eingeführt. Durch die Zusammenlegung der Sozialhilfe mit der Arbeitslosenhilfe zum neuen Arbeitslosengeld II wird das Hamburger Modell jetzt von einer Arbeitsgemeinschaft (ARGE) der Agentur für Arbeit und der Stadt Hamburg betreut. Somit können nur Hamburger Empfänger von Arbeitslosengeld II gefördert werden.
Im Gegensatz zum gleichzeitig gestarteten (und mittlerweile durch die Einführung von Midijobs überflüssig gewordenen) „Mainzer Modell“ ist das Hamburger Modell wenig reguliert und weist eine deutlich kürzere Förderdauer auf. Die Intention ist es, die nach langer Arbeitslosigkeit oft geringe Produktivität auszugleichen. Nach einer gewissen Zeit ist – so hofft man – die Qualifikation des ehemals Arbeitslosen gestiegen, so dass dieser einen höheren Lohn erzielen kann und seine Beschäftigung für den Arbeitgeber dennoch lohnender ist. Der Arbeitgeber soll gleichzeitig die Möglichkeit bekommen, die Einstellung eines Langzeitarbeitslosen zunächst ohne zu großes finanzielles Risiko ausprobieren zu können. Zudem hofft man, die nach langer Arbeitslosigkeit in manchen Fällen zu beobachtende „Trägheit“ (Gewöhnung an die Arbeitslosigkeit) durch den finanziellen Anreiz zu überwinden.

##### Kritik
Wie alle Lohnkostenzuschüsse ist auch das Hamburger Modell umstritten. Kritik kommt sowohl von „links“ als auch von „rechts“. Während „linke“ Stimmen die Subventionierung der Arbeitgeber kritisieren und statt Lohnkostenzuschüssen für Arbeitnehmer höhere Löhne fordern, bemängeln wirtschaftsliberale Kritiker die Kosten und sprechen sich stattdessen für Lohnsenkungen ohne staatliche Ausgleichtransfers aus.
Umstritten ist zudem, in welchem Maß Mitnahmeeffekte auftreten (Arbeitsplatz wäre ohnehin geschaffen worden). Zudem bleibt abzuwarten, inwieweit die Qualifikation der Beschäftigten tatsächlich so steigt, dass nach dem Auslaufen der Subvention eine Weiterbeschäftigung erfolgt, die ansonsten ohne Förderung unrentabel gewesen wäre.
Umstritten ist auch, inwieweit der Arbeitnehmer nach Auslaufen der Förderung einen höheren Lohn erzielen kann und damit den Wegfall der Subvention ausgleicht.
Seinerzeit wurde das Speenhamland-Gesetz als desaströs endender Präzedenzfall angesehen. Neuere Forschung hält diese Interpretation für falsch, lückenhaft und irreführend.

#### Mainzer Modell
Das Mainzer Modell ist eine Variante der freien Förderung, bei dem der Staat einen Zuschuss zu den Sozialversicherungsbeiträgen sowie einen Kindergeldzuschlag gewährt. Entwickelt wurde das Modell vom ehemaligen Arbeitsminister des Landes Rheinland-Pfalz und späteren Chef der Bundesanstalt für Arbeit, Florian Gerster. Seine Erprobung und Einführung war 1999 Thema beim vierten Spitzengespräch des Bündnisses für Arbeit, Ausbildung und Wettbewerbsfähigkeit, bei dem die Sozialpartner mit der Bundesregierung vereinbarten, das Modell regional zu erproben. Zum 1. März 2002 folgte die bundesweite Ausdehnung des Modells; ein Jahr später schon lief die Förderung aus. Durch die Einführung der Mini- und Midijobs im Zuge der sog. Hartz-Reformen, die verminderte Sozialversicherungsbeiträge für niedrig entlohnte Jobs vorsahen, wurde das Modell obsolet. Ein zweiter Grund für die Einstellung des Programms war, dass die Erwartungen an die Schaffung neuer Beschäftigungsverhältnisse nicht erfüllt worden waren. So hatten nur gut 11.000 vormals Arbeitslose dieses Angebot genutzt.